# Saint-Étienne
Saint-Étienne (Sant-Etiève o Sant-Tiève en francoprovençal o arpità; Sant Estève en occità) és una comuna francesa, capital del departament del Loira a la regió d'Alvèrnia-Roine-Alps. L'any 2013 tenia 172.023 habitants.

## Geografia
La ciutat és situada a la riba del riu Furan, afluent del Loira.

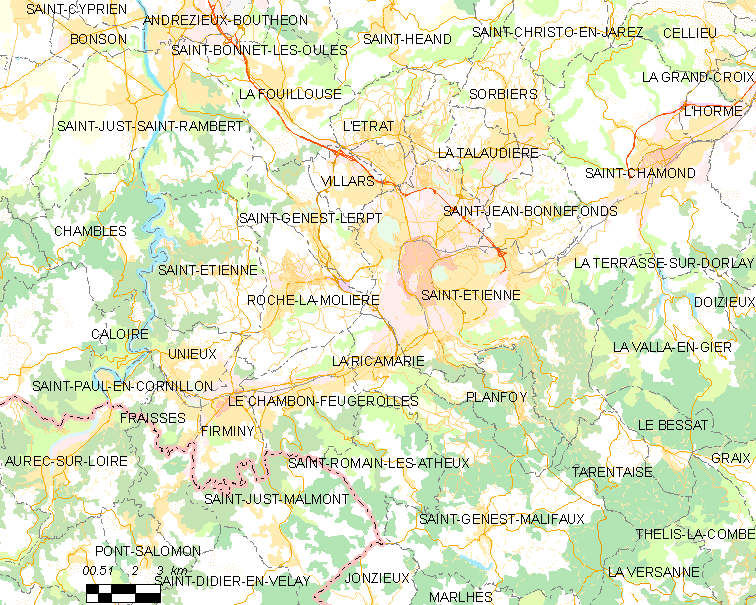
Mapa de la comuna

## Demografia
| Evolució de la població Cassini et INSEE |        |        |        |        |        |        |        |        |
| 1793                                     | 1800   | 1806   | 1821   | 1831   | 1836   | 1841   | 1846   | 1851   |
| 25 000                                   | 16 259 | 18 035 | 19 102 | 33 064 | 41 534 | 48 554 | 49 614 | 56 003 |

| 1856   | 1861   | 1866   | 1872    | 1876    | 1881    | 1886    | 1891    | 1896    |
| ------ | ------ | ------ | ------- | ------- | ------- | ------- | ------- | ------- |
| 94 432 | 92 250 | 96 620 | 110 814 | 126 019 | 123 813 | 117 875 | 133 443 | 136 030 |

| 1901    | 1906    | 1911    | 1921    | 1926    | 1931    | 1936    | 1946    | 1954    |
| ------- | ------- | ------- | ------- | ------- | ------- | ------- | ------- | ------- |
| 146 559 | 146 788 | 148 656 | 167 967 | 193 737 | 191 088 | 190 236 | 177 966 | 181 730 |

| 1962    | 1968    | 1975    | 1982    | 1990    | 1999    | 2006 | 2011 | 2016 |
| ------- | ------- | ------- | ------- | ------- | ------- | ---- | ---- | ---- |
| 210 311 | 223 223 | 220 181 | 204 955 | 199 396 | 180 210 | -    | -    | -    |

| 2019 | - | - | - | - | - | - | - | - |
| ---- | - | - | - | - | - | - | - | - |
| -    | - | - | - | - | - | - | - | - |

La industrialització suposa un gran creixement demogràfics entre el 1800 i el 1926. Després d'un retrocés durant els vint anys següents, a partir de la dècada de 1950 i durant els següents 20 anys hi torna a haver una puixança demogràfica.

## Educació
- EMLYON Business School

## Persones cèlebres
- Vivien Brisse (1988), ciclista
- Gilles Delion (1966), ciclista
- Louis Hostin (1908–1998), aixecador
- Jules Massenet (1842–1912), compositor
- Orlan (1947), artista
- Aravane Rezaï (1987), jugadora de tennis
- Gilbert Simondon (1924–1989), filòsof